# Perturbatie (astronomie)
In de astronomie is perturbatie de afwijking van de beweging van een lichaam dat wordt onderworpen aan andere krachten dan de aantrekkingskracht van een enkel ander massief lichaam.
De andere krachten kunnen een derde, vierde, vijfde etc. lichaam zijn, maar ook weerstand, zoals bijvoorbeeld vanuit een atmosfeer, of ook de excentrische aantrekkingskracht van een afgeplat of anderszins niet bolvormig lichaam.
Een voorbeeld is de verstoring van de omloopbaan van een komeet rond de zon door de passage langs een planeet.